# Pueblo yaqui
Los yaquis, autodenominados yoeme, son una comunidad indígena del estado de Sonora, en México, asentados originariamente a lo largo del río Yaqui.

## Características generales
El conjunto del territorio yaqui comprende tres zonas claramente diferenciadas: una zona serrana (Sierra del Bacatete), una zona pesquera (Guásimas y Bahía de Lobos) y tierras de cultivo (el valle del Yaqui). En la actualidad, la población alcanza aproximadamente los 32 000 habitantes, habiendo sido duramente reducidos por las guerras que libraron por su supervivencia durante más de 50 años.
A finales del siglo XIX, bajo el gobierno de Porfirio Díaz, fueron combatidos y muchos deportados a plantaciones de Yucatán y Quintana Roo. Muchos de ellos regresaron a pie a sus tierras ancestrales, en tanto que otros emigraron a Arizona (Estados Unidos) para escapar de la represión del gobierno mexicano. La población yaqui de Arizona es de 8000 habitantes y la tribu es reconocida por el gobierno estadounidense.
En la actualidad, además de los habitantes de la zona tradicional yaqui, existen otros grupos asentados en las diferentes ciudades del estado de Sonora. Al no regresar a sus pueblos, forman sus propias colonias dentro de las ciudades importantes. La vivienda generalmente se compone de tres secciones rectangulares: el dormitorio y la cocina, cuya estructura es de horcones de mezquite plantados en el suelo, con paredes de carrizos entretejidos, y techo de carrizos y esteras cubierto por una capa gruesa de tierra; además de una habitación construida con ramas, llamada portal, donde pasan gran parte del día, sobre todo durante la temporada de calor. El patio se aprovecha para la cría de animales; en el extremo más alejado se instala la letrina, que se construye con el mismo material de las casas.
Existe una buena infraestructura para la comunicación terrestre, férrea y aérea. La zona es atravesada por el Ferrocarril del Pacífico con varias estaciones cercanas a sus poblados, así como por la Carretera 15 o Carretera Internacional México-Nogales en su tramo Ciudad Obregón-Guaymas, donde confluyen caminos pavimentados o de terracería provenientes de los distintos poblados yaquis. La radio, la televisión y el teléfono, son medios de comunicación a los que muchos habitantes tienen acceso. Todos los pueblos yaquis cuentan con energía eléctrica, y el agua es obtenida mediante canales provenientes de la presa Oviáchic, o bien, por medio del bombeo de pozos profundos.

## Historia

### Época virreinal
1533. se da el primer contacto entre españoles y miembros de la etnia, la expedición liderada por Diego de Guzmán (sobrino de Nuño de Guzmán) llega a orillas del río Yaquí el 4 de octubre de 1533 y es recibido de forma hostil por miembros de la tribu. A consecuencia se da el primer enfrentamiento entre ambos, resultando en varios españoles y yaquis muertos así como yaquis hechos prisioneros que fueron utilizados por los españoles como guías para sus siguientes exploraciones.
1607. El capitán Diego Martínez de Hurdaide llega al territorio yaqui persiguiendo unos indios mayo. Hay varios combates para someter a los yaqui, los cuales, sin embargo, logran acorralar a los españoles. Pero gracias a un ardid del capitán español huyen y desde entonces, apodarán a los españoles (y por extensión a los no indígenas) yori: los que no respetan la ley tradicional.
1610. Los yaqui aceptan la paz a los yori.
1617. Llegan a territorio yaqui los jesuitas Andrés Pérez de Ribas y Tomás Basilio, iniciando con ellos un largo periodo de paz. Estos misioneros para poder enseñarles más fácilmente los congregan en ocho pueblos: Cócorit (Chiltepines), Bácum (lagunas), Vícam (puntas de flecha), Pótam (topos), Tórim (ratas), Huírivis (un tipo de pájaro), Ráhum (remansos) y Belem (Belén).

Los misioneros introdujeron, junto con la ganadería, cultivos europeos como el trigo, la vid y las legumbres y mejoraron sus siembras con los avances tecnológicos que les llevaron. En las misiones el trabajo estaba reglamentado: tres días en los asuntos de la misión, otros tres en sus propias tierras comunales y el séptimo estaba dedicado al culto cristiano. La evangelización resultó tan eficaz que los ritos actualmente se mantienen tal como los enseñaron los misioneros jesuitas en el siglo XVII, en un sincretismo de creencias ancestrales y cristianas, manteniendo la institución del temastián o catequista indígena y demás autoridades religiosas.

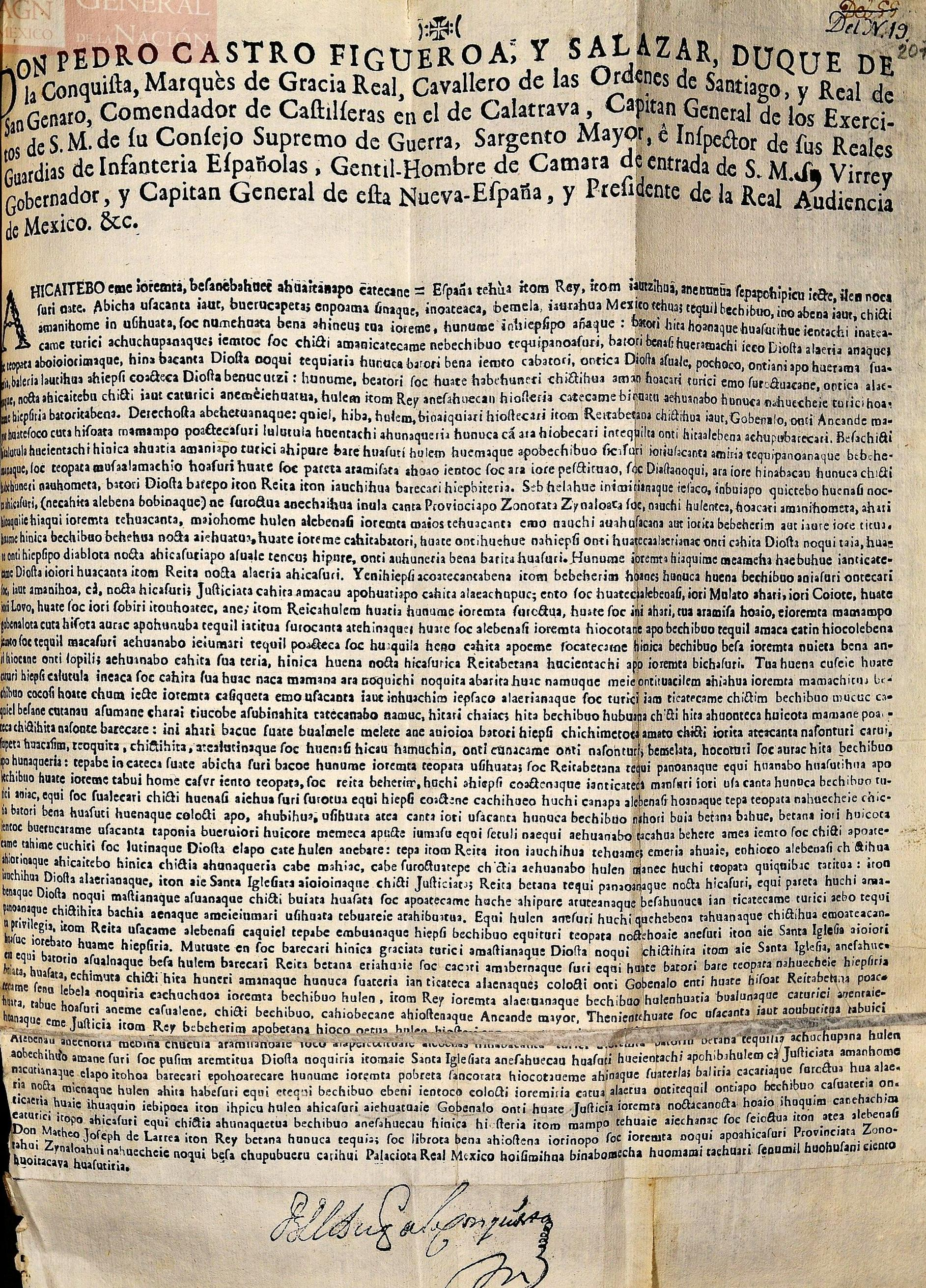
Bando en yaqui en el que se concede el perdón a los yaquis rebelados en 1740.

1740. Levantamiento de la tribu junto con grupos mayo, pima y ópata, al pretender los blancos apoderarse de sus fértiles tierras y usarlos como mano de obra barata.
1767. La expulsión de los jesuitas de toda la corona de España les afectó, pero con los franciscanos aprendieron una nueva organización política y militar, que también la tienen todavía.
En el pasado, los yaquis subsistían de la agricultura, cultivando frijoles, maíz y calabazas (como muchos de los pueblos indígenas de la región). Los yaquis que vivían en la región del Río Yaqui y en las zonas costeras de Sonora y Sinaloa pescaban y cultivaban. Los yaquis también elaboraban productos de algodón. Los yaquis siempre han sido hábiles guerreros. Los indios yaquis han sido descritos históricamente como de estatura bastante alta. Los hombres yaquis tienen una altura promedio de 5 pies 11.25 pulgadas (1,81 m) y las mujeres yaquis tienen una altura promedio de 5 pies 6.5 pulgadas (1,69 m).

### Época independiente
1810. Los yaquis no participan en la Guerra de la Independencia puesto que siempre se consideraban una nación independiente.
1825. Se reinician las rebeliones yaqui con choques continuos entre el nuevo gobierno mexicano y los yaqui para formar una nación independiente separada de México, bajo el liderazgo de Juan Banderas. Existen continuamente alzamientos, asaltos, fusilamientos, promesas, divisiones que merman la etnia, obligándoles a refugiarse varias veces en la Sierra del Bacatete y creando un clima de intranquilidad en toda la zona. Entre los levantamientos destacan los de Cajeme en 1870 y las guerrillas de Tetabiate.
1866. La Constitución de Sonora estableció que las tribus quedaban fuera de la Ley y de sus tierras podían ser explotadas y colonizadas mediante el artículo 17: "Las tribus errantes y la de los ríos Yaqui y Mayo no gozarán de los derechos de los ciudadanos sonorenses, entretanto conserven la organización anómala que tienen en sus rancherías o pueblos.
1897. Paz de Ortiz: El 15 de mayo Luis E. Torres negoció un acuerdo de paz con Tetabiate. Dos años después se rompieron los acuerdos y vuelven las hostilidades.
La Guerra del Yaqui surge en el último tercio del siglo XIX como respuesta a la convocatoria abierta para colonizar las tierras de los Valles del Yaqui y del Mayo por parte del gobierno mexicano. Los yaquis se levantan en defensa de su tierra y su autonomía. En esta guerra fue decisiva la Batalla de Mazocoba (1900), en la que el ejército federal infligió una fuerte derrota a los yaquis, mueren cientos de ellos y el ejército toma a 300 mujeres y niños prisioneros. A partir de este momento comienza la deportación a Yucatán, que se mantiene de una manera constante hasta terminar la primera década del siglo XX, llegando la mayoría en 1908.
Un mapa de la Compañía Constructora Richardson del mismo año 1900 muestra dónde se haría el aparcelamiento y el recorrido del tren que se quería en esos lugares, y tenía marcados los ocupados por yaquis, por militares y por otras personas. Con él se puede deducir la bajada de habitantes yaquis, ya que además de los deportados, algunos se fueron a la sierra.
Deportación a Yucatán. Para acabar con las rebeliones de los yaqui, el gobierno de Porfirio Díaz deporta a miles de yaqui, inclusive familias enteras, para ir trabajar en las haciendas del henequén de Yucatán, un trabajo muy pesado y que ocasionó una alta mortandad. Los yaqui eran famosos por su fuerza y porque cortaban más pencas que los demás (también hubo chinos, coreanos, tlaxcaltecas, etc. en estas haciendas). Las mujeres trabajaban en la cocina comunal. De los 6500 que se calcula fueron deportados a Yucatán, volvieron unos 3500, de los que la mayoría murió y unos pocos se arraigaron allí al casarse con una mujer u hombre maya (en el censo de INEGI de 1990 en Yucatán solo se registraron dos hablantes de lengua yaqui). A partir de 1911 comienza de una manera paulatina su regreso a Sonora. La deportación no logró su cometido de desarraigo, sino que les afianzó más como pueblo y como cultura propia.

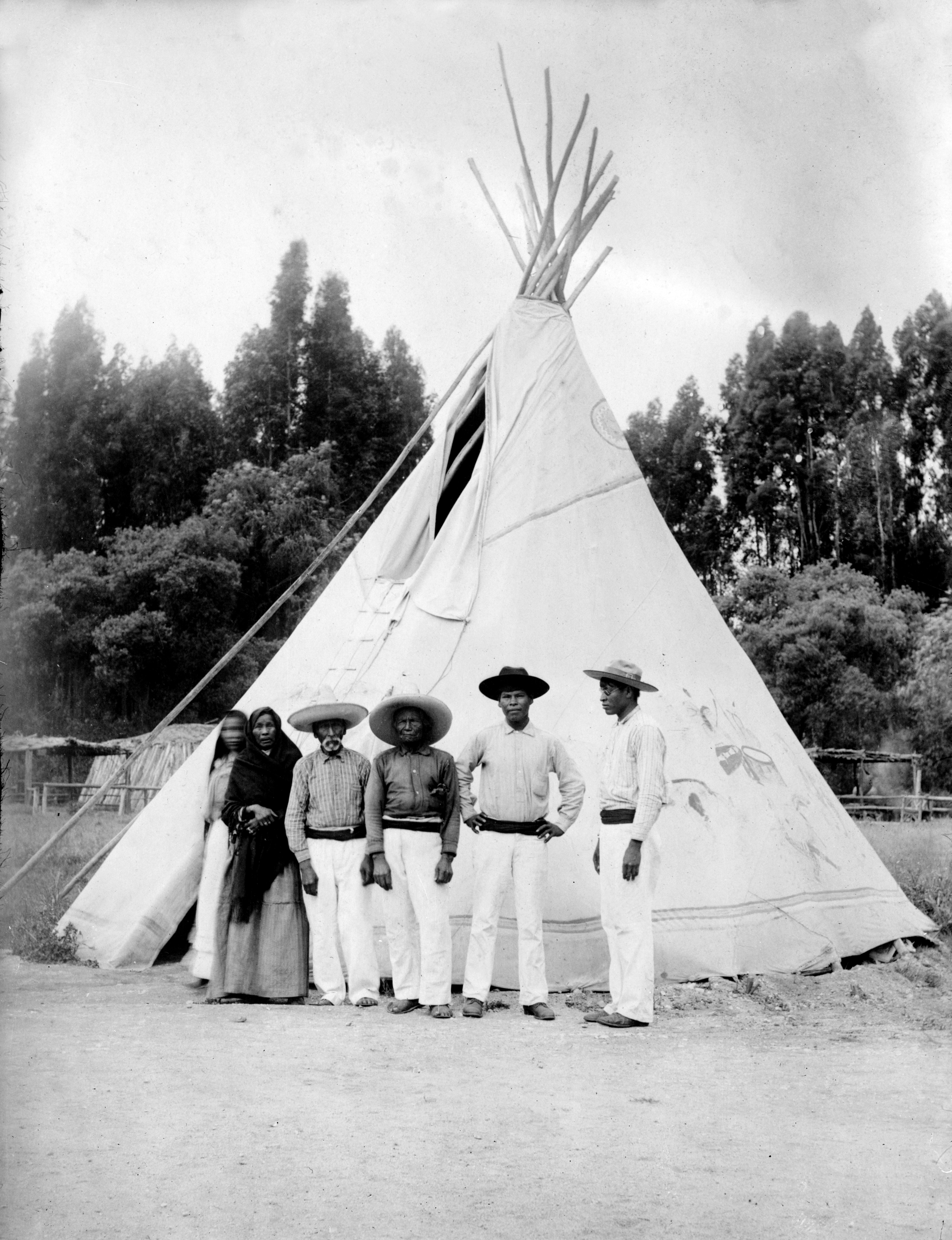
Yaquis entre 1910 y 1915.

Con la deportación quedaron en Sonora unos 3000 yaquis, protegidos por hacendados con influencia. La mayoría estaban en Yucatán y otros emigraron hacia Arizona (Estados Unidos). A su regreso, muchos se establecen en Pótam y otros buscan trabajo en Hermosillo donde se instalan en los barrios de El Coloso. El Mariachi y La Matanza, trabajando en numerosas obras públicas como la Penitenciaría, ferrocarril, etc. si bien su presencia en esta ciudad se inicia desde mediados del siglo XIX.
1910. La etnia tuvo una importante participación en el conflicto de la Revolución mexicana, ya que se les había prometido que con su colaboración, al final de la guerra les devolverían sus territorios. Al no cumplir las autoridades, se dieron nuevos levantamientos todavía en 1929.
1937 a 1939. Acuerdos con el Estado mexicano. Acuerdos, bajo la presidencia del general Lázaro Cárdenas, donde conceden y ratifican a la etnia el dominio de sus tierras, incorporándola al sistema nacional de ejidos y reconociendo la legitimidad de las autoridades tradicionales yaqui. La margen izquierda del río Yaqui queda en poder de yori y la margen derecha en poder del pueblo yaqui.
El 27 de octubre de 1937, por medio de un acuerdo presidencial se dio posesión a la Tribu Yaqui de una porción de territorio que históricamente reclamaban y por el que habían luchado sin descanso. El acuerdo dotaba de ejidos a 13 núcleos rurales en la región del Valle del Yaqui, en la margen izquierda del río, a los que se les otorgaron 17 mil has de riego y 36 mil de temporal, beneficiando a 2,160 ejidatarios.
No se debe confundir la dotación a los ejidos con la restitución a la tribu. En la fracción novena del acuerdo presidencial de 1937 se establece que a la Tribu Yaqui “se le concede toda la extensión de tierra laborable ubicada sobre la margen derecha del río Yaqui, con el agua necesaria para riegos, de la presa en construcción de La Angostura, así como toda la sierra conocida por “Sierra del Yaqui”, a cuyos componentes se les proveerá de los recursos y elementos necesarios para el mejor aprovechamiento de sus tierras.
Estado mexicano reconoció la posesión de los yaquis sobre su territorio, pero lo que parecía un final feliz solo significó que pasaran de la férula de los colonos y terratenientes a la esfera de las instituciones y burócratas mexicanos. En los últimos días del gobierno cardenista, el 30 de septiembre de 1940 se dictó la “Resolución que titula definitivamente y precisa la ubicación de los terrenos que se restituyen a la Comunidad Indígena Yaqui, del Estado de Sonora”
Los yaquis, que desde los inicios de la vida independiente de México habían luchado incansablemente para defender su territorio y proteger su autogobierno, por fin recibían la certeza jurídica del Estado mexicano que les reconoció la propiedad en posesión de su territorio vital, sus límites y extensión que totalizaba 489,000 hectáreas. Con la tranquilidad de la paz los yaquis se pusieron a trabajar. En 1935 en la margen derecha se sembraron 121 hectáreas, cuatro años después en 1939 sembraron 2206 has. de trigo, 833 has. de maíz y 300 has. de frijol. Apenas los yaquis tuvieron posesión de la tierra y la tranquilidad suficiente para dedicarse a sus labores incrementaron la producción de sus tierras en más de 2700%.
En la publicación oficial al fin del sexenio de Cárdenas hay datos del Departamento de Asuntos Indígenas (que Cárdenas estableció en enero de 1936) que hay 7,000 yaquis de edad mayor de 5 años. Los Yaquis recibieron 500,000 hectáreas de tierras dotadas del Gobierno Federal; también implementos agrícolas dotados: 3 tractors, 1 trillador, 2 segadoras trilladoras, 1 arado de disco, 2 rastras de 12 discos, 2 sembradoras de trigo, 6 bombas de agua, 400 arados vertedera, 3 camiones y camionetas, 700 mulas, 500 palas, y 500 zapapicos.  En 1939 la producción agrícola de trigo era 3,500 toneladas, 1,000 toneladas de maíz, y 750 toneladas de frijol. En 1935, la producción era solo 250 toneladas de trigo; y no hay producción de maíz ni frijol.
2018-2021
En lo que va del actual gobierno del presidente Andrés Manuel López Obrador (2018-2024) ha habido nuevos acercamientos con el Pueblo Yaqui concretados en una petición pública de perdón a nombre del Estado por los atropellos que han vivido a lo largo de siglos, realizada por el presidente el 28 de septiembre de 2021. De igual manera se han dado pasos para materializar los decretos del general Lázaro Cárdenas con la entrega de poco más de 2 mil 900 hectáreas que forman parte de más de 20 mil hectáreas que les pertenecían por decreto pero que en realidad nunca se le entregaron a la población Yaqui. Lo anterior aunado a un plan de inversión pública que cuenta con una importante participación de la Secretaría de Desarrollo Agrario, Territorial y Urbano (SEDATU) para su ejecución, enfocado en acciones de equipamiento, obras en espacios públicos, así como en acciones de vivienda.
En la actualidad, continua la lucha yaqui por la defensa de sus tierras y su autonomía, rigiéndose por sus propias autoridades tradicionales, dentro del marco de la legalidad de México.

## Símbolos yaquis

La bandera yaqui.

La bandera yaqui tiene los siguientes significados: el azul, la fortaleza del pueblo cubierto con el manto azul del cielo; el blanco es la pureza de la sangre de raza yaqui; el Sol es el Dios Padre que ilumina y da vida a la raza; la Luna es la Diosa Madre que nos protege de noche y de día, las estrellas son los espíritus que vigilan desde el más allá los cuatro puntos cardinales del territorio Yaqui; la Cruz es la nueva religión del Yaqui y el rojo la sangre que derramaron por la defensa de su territorio y autonomía como nación.
La lengua yaqui o Jiak Nokpo pertenece al sistema lingüístico cahíta, de la familia yuto-azteca. Cahita es un término que denomina a una agrupación lingüística o racial. En la actualidad sobreviven en Sonora, 2 de los 23 grupos cahitas: los yaquis y los mayos. La lengua yaqui es un poco difícil pronunciar correctamente para los hispanos: los sonidos finales de palabras son sordos (no producen vibración de las cuerdas vocales), el uso de la oclusiva glotal, y hay uso de tonos entre los habladores viejos de la lengua.
Por eso, hay diferencias entre la escritura de las palabras: por ejemplo, algunos escriben hiakim y otros escriben hiaki - y con la influencia de la ortografía castellana podemos ver jiaqui. Yaqui es una grafía relativamente moderna, ya que la forma etimológica es hiaqui. Al parecer los indígenas tomaron su nombre de hia, que significa voz y asimismo grito o gritar, y baqui, que es río, connotando los del río que hablan a gritos. Ellos a sí mismos se llaman yoreme, es decir gente, en contraposición a los que no son yaquis o yori (es decir los feroces; originalmente, se significó solo leones).
Es curioso observar el sentido de estas palabras en cuya composición entran yori o yoreme:
- Yori: Aioiore, acatar, tener respeto; ioretiutuame, afrentador; iorevebia, azote, látigo; ioresuame, matador de gente.
- Yoreme: ioremraua, humanidad; ioremte, engendrar; ioremtua, adquirir cordura.

Como se ve la connotación de yori, blanco, conquistador, criollo, se refiere a lo que es externo o diferente. Aún el mismo aioiore, acatar, tener respeto, se refiere a un acatamiento impuesto, exigido y tiránico.

## Economía, vivienda, salud y educación
La tenencia de la tierra revisa tres formas: el ejido, la propiedad comunal y la pequeña propiedad. Poseen ganado y cultivos (trigo, cártamo, soja, alfalfa, hortaliza y forraje), también pesca en Puerto Lobos y trabajo artesanal. La vivienda tradicional es una estructura de carrizo y adobe, con piso de tierra y techo de carrizo o palma. Actualmente son de material de cemento y lámina, cuentan con electricidad, agua potable, correo, telégrafo, teléfono e Internet.
En el nivel educativo cuentan con escuelas de primaria de educación bilingüe, secundaria y bachillerato tecnológico. Los libros de texto de primaria son en lengua yaqui con ejemplos del contexto social del grupo, para que los niños no desvirtúen el conocimiento de los valores y tradiciones de su grupo. También se está desarrollando el Proyecto Educativo de la Tribu Yaqui, dentro de la jefatura de zonas de supervisión de educación indígena de la Secretaría de Educación y Cultura. Cuentan con bastantes estudiantes de la etnia en la Universidad de Sonora realizando estudios de licenciatura en Lingüística, Leyes y otras carreras superiores.
Lutisuc Asociación Cultural, trabaja con los grupos yaquis asentados en la ciudad de Hermosillo tratando de apoyarlos en la preservación de su cultura. Con este objetivo se realizan talleres de apoyo a la música y vestimenta tradicional, talleres artesanales y cursos de recuperación de lengua yaqui. También tienen artesanías muy exóticas que atraen el turismo.

## Gobierno
A la llegada de los misioneros, los yaquis vivían en once pueblos y muchas rancherías a lo largo del río. La labor misionera comenzó reuniéndolos a todos en los ocho pueblos tradicionales.
Además de la religión, los misioneros les enseñaron nuevas técnicas agrícolas y la alfabetización, la organización social regida por autoridades civiles, militares y religiosas, que son las que actualmente se conocen como autoridades tradicionales:
- Autoridad civil y judicial. Cada pueblo cuenta con un gobernador o Cobanao mayor, auxiliado por otros cuatro gobernadores y Los Pueblos, especie de consejo de ancianos o senado, formado por el Pueblo Mayor y otros tantos según el número de habitantes del poblado. El gobierno supremo de la etnia lo forman los 40 gobernadores y los ancianos de los pueblos reunidos.
- Autoridad militar. El de más importancia es el alférez o abanderado, luego el tambulero, después el capitán yoowe o primero, capitán segundo, tenientes, sargentos y cabos.
- Autoridad religiosa. Funge durante la época de Cuaresma, en la que la autoridad suprema y total es depositada en los fariseos o chapayecas, bajo cuyas órdenes actúan las autoridades militares y religiosas, mientras las civiles cesan temporalmente sus funciones.

## Religión
Evangelizados por jesuitas, se consideran católicos y conceden cierta autoridad a los sacerdotes católicos (cf. Todavía en algunas comunidades piden o llevan las palmas a bendecir al sacerdote de Vicam, piden la presencia del sacerdote en algunas fiestas, etc.). Tienen una estructura similar a la jerarquía católica: sacristanes (casi hacen las funciones del diácono en algunos aspectos), "maistros" (que hacen las funciones de los sacerdotes en las celebraciones de la misa) y el "temastimon" (casi funciones de Obispo). Antiguamente tenían una institución que se llamaba "catequistas" que se perdió a mediados del siglo XX (fuente: maistros de Vicam Pueblo). 
Sus ritos son en latín, según la tradición heredada por los jesuitas. Utilizan el misal Tridentino y en algunos ahora simplemente un misal en latín aun cuando no entienden la traducción y hacen una lectura literal como si fuera español. La "Misa" que es presidida por el "Maistro" es toda ella en latín, desde el "Introitus" (correspondiente a la antífona de entrada de la reforma post-vaticano II) hasta el "ite misa est" (Despedida actual). Solamente eliminan toda la parte de la plegaria eucarística (momento de la consagración del pan y el vino en el cuerpo y la sangre de Cristo según la tradición católica haciendo referencia con ello a que saben que "hace falta algo en nuestra misa" (Fuente: Maistro Fausto de Loma de Bacum). 
La principal festividad es la Cuaresma, que determina una división dual del calendario ritual y que coincide con la división estacional entre la época seca de invierno y la de lluvias de verano (Como corresponde al origen de la "cuaresma" desde los primeros siglos del cristianismo). Algunos dicen que Cristo es la figura central en los ritos cuaresmales, María es la central en las no cuaresmales, más por las fiestas a lo largo del año se ve que ambos son centrales dependiendo del tiempo y de la fiesta.
En la Cuaresma el grupo de fariseos, conocido como La Costumbre, juega el papel más importante. Sus miembros representan todos los personajes que intervinieron en la pasión de Cristo: fariseos o Chapayecas, Pilato, soldados romanos, el propio Jesucristo (solo en la Semana Santa), a los que se suman un tambulero (su sonido recuerdan los clavos de cristo en la cruz, un flautista (su sonido es el lamento de la madre de Dios) y un cuerpo de vigilancia con grados militares para proteger y vigilar el orden.
Todos los miembros de La Costumbre lo son por manda o promesa hecha por tres años consecutivos (aunque algunos tienen la manda de por vida). Uno de los sacrificios consiste en llevar una máscara hecha de cuero y no hablar durante todos los actos de la Cuaresma, no ingerir bebidas alcohólicas, y el predominio de lo masculino, y también comen establecen un paralelo entre este ceremonial y el de otros grupos yuto-aztecas, que realizan ritos semejantes dedicados al sol. Sol, luna y estrella de la tarde, eran para los yuto-aztecas la tríada sagrada, que unida al resto de los astros influyen directamente en la vida en la tierra y establece contacto con el mundo del más allá. Entre los yaqui estas creencias siguen latentes bajo el ropaje católico.
La sombría época cuaresmal se cierra el sábado de Gloria, no el domingo, con la Resurrección del Señor (de acuerdo a la tradición prevaticano II que se celebraba en la Iglesia católica). Se inicia en la mañana sacando a pasear un monote de paja montado sobre un asno: el Judas, quien es el depositario de todas las culpas de la Pasión y objeto de burlas y reclamos. Tras el paseo, quizás recogiendo en sí el mal que hay por el pueblo, se desmonta y se sujeta de pie a un palo frente al templo. Las máscaras de los fariseos lo rodean para formar con él una hoguera que arderá y quemará todo el mal.
Tras la quema del Judas se inicia una nueva época llena de vida, flores, alegría, abundancia, que abarca el resto del año.
Este segundo periodo establece el reinado de María (símbolo de la lluvia, de la abundancia, de la fertilidad...) simbolizada en los pétalos de flores que son lanzados al aire y esparcidos por todo el suelo en la liturgia del Sábado de Gloria (Savalo Loria). A partir de este momento se puede volver a las actividades cotidianas, al tiempo que los matachines o danzantes de la Virgen reanudan sus danzas.
Otras fiestas son: la Santa Cruz, el 3 de mayo, donde realmente se termina la Cuaresma; los Cabos de año o velaciones con danzas tradicionales al cumplir un año los difuntos (durante 4 años), fiesta de la Virgen de Guadalupe en Loma de Guamúchil; de la Santísima Trinidad en Pótam; Corpus Christi en Ráhum; San Juan Bautista en Vícam; Virgen del Camino en Lomas de Bácum; de San Francisco de Asís (hay los que le confunden a San Francisco Javier) el 4 de octubre en Magdalena de Kino, entre otras. En el área del sur de Sonora la fiesta más grande corresponde a la fiesta de Loma de Bacum el 2 de julio.
(Para ver un poco el aspecto "católico" de la tradición se podría ver el "Catecismo Yaqui" publicado por varios organismos bajo ayuda de la Diócesis de Ciudad Obregón pero respetando casi "a la letra" las aportaciones y reflexiones de "maistros", "cantoras", "catequistas", etc.)

## Creencias
La tradición oral habla de la existencia de los Surem como sus antepasados, describiéndolos como gente sabia con una gran barba, que comía raíces y frutos silvestres y vivía muchos años. 
"Un día supieron que venían unos padres para bautizarlos, algunos no quisieron bautizarse y fueron a esconderse al monte (o sea a la sierra), debajo de la tierra y por eso se convirtieron en animales, dicen que el principal gobernador es la hormiga, los otros son pájaros, conejos, etc.
Los que fueron bautizados se quedaron en la tierra, esos somos nosotros, los de ahora. Los Sures todavía nos visitan cuando llega el temporal..."
(Testimonio de Don Pedro Matus, comunidad de la Guásimas, 1994)

### El origen de la lluvia
Cuenta la leyenda que en tiempos antiguos, la región yaqui vivió una intensa sequía. Los ojos de agua se secaron, las rocas se carbonizaron y el suelo ardía debido a la escasez del tan preciado líquido. Los ocho pueblos sufrían de una insaciable sed.
Los líderes principales de los ocho pueblos, muy sedientos entonces, decidieron intentar comunicarse con Yuku, el dios de la lluvia. El noble gorrión, capaz de surcar los inmensos cielos con su incesante aleteo, fue el primer elegido para llevar el mensaje a Yuku, ante la presencia del cual exclamó:
– He venido en nombre de los ocho pueblos a pedirte el favor de tu lluvia.
A lo cual el dios respondió:
– Con gusto. Vete sin preocupación y dile a tus jefes que muy pronto habrá lluvia.
Aunque el gorrión descendió a la velocidad de una centella, poco antes de llegar al pueblo el mundo se llenó de nubes y comenzaron los rayos; fue así que el veloz huracán alcanzó a la avecilla y el agua por lo tanto nunca llegó a la tierra yaqui.
Ante el fracaso del gorrión el pueblo yaqui ordenó ahora a la golondrina llevar a cabo la misión. La golondrina voló hacia el dios de la lluvia, suplicándole de parte de sus jefes que enviara un poco de agua porque el pueblo moría de sed. Yuku le respondió de muy buen humor: 
– Ve sin preocupación con tus jefes y ten la seguridad que tras de ti llegará la lluvia.
La golondrina voló de regreso, pero al igual que el gorrión, fue alcanzada por el rayo y el viento. Ni ella ni una sola gota de lluvia llegaron a la tierra yaqui.
Entonces, los líderes de la tribu, desesperados por no saber a quién más enviar decidieron mandar al sapo. Primero trataron de localizarlo en la laguna o "Bahkwam" como se le conoce de acuerdo a la tradición Yaqui. Una vez que lo encontraron llamándolo por su nombre Bobok le dijeron que fuera a una junta a un lugar cercano a Vícam. Ahí se encontraban los líderes principales de los ocho pueblos. El sapo se presentó y le dijeron:
– "Debes ir con el dios de la lluvia y rogar porque nos la mande" –
"Muy bien", dijo el sapo, "Con su permiso me retiraré para alistarme para el viaje de mañana. Espérenme a mí y a la lluvia". Se fue de regreso al Bahkwam y visitó a un amigo que era mago que le proporcionó unas alas de murciélago.
Al día siguiente, Bobok voló hacia las nubes y encontró al dios de la lluvia. Luego de saludarlo de parte de sus jefes, le dijo: "Señor, no trate tan mal a los yaquis. 
Envíenos un poco de agua para beber porque morimos de sed".
"Muy bien" respondió Yuku. "Adelante, no te preocupes, la lluvia te seguirá muy aprisa"
Bobok fingió partir pero realmente se metió bajo la puerta de la casa del dios de la lluvia. 
Después, el cielo se nubló, se vieron rayos, se oyeron truenos y comenzó a llover. La lluvia llegaba a la tierra pero no alcanzaba a Bobok. 
El sapo (ahora con alas) subió más arriba que la lluvia, diciendo: "Kowak, Kowak, Kowak".
La lluvia, oyendo al sapo, comenzó a caer de nuevo. El sapo dejó de cantar y la lluvia, pensando que Bobok estaba muerto, se calmó otra vez. Entonces, el sapo empezó a cantar de nuevo, yendo desde la lluvia hacia la tierra. Al fin la lluvia llegó a la región yaqui, todavía buscando al sapo para matarlo.
Llovía por toda la tierra y de repente hubo muchos sapos, todos cantando. Bobok devolvió las alas de murciélago a su amigo mago y vivió tranquilamente en su laguna Bahkwam.

### Acerca de la muerte
Quien muere en Cuaresma no puede tener pompas fúnebres con fiesta, música, danzas y borrachera, hasta que pasa esta época. Solo entonces puede el alma encontrar su camino para retornar a la casa del padre viejo, del ´ITOM ‘ ACHAI (padre nuestro en el idioma yaqui).
Con la evangelización el ritual de enterrar al difunto con sus pertenencias se modificó por el uso de calzarlos con sandalias nuevas y colocarles al lado una jícara con agua para el camino.
El cielo yaqui es la feliz llegada del espíritu a la casa con el Padre Viejo y donde lo esperan todos sus ancestros y antepasados, para lo cual es conveniente una fiesta por parte de los vivos para acompañar al difunto en su alegría. El dolor por la separación de un ser querido jamás debe manifestarse con llanto, pues esto haría que el espíritu perdiera el rumbo y se pudiera convertir en un eterno vagabundo, solitario y sin rumbo fijo (que podría considerarse como el infierno yaqui)
El gozo o sacrificio después de la muerte no se deberán entonces a los méritos personales en vida sino como resultado de la actitud de los vivos y de la exactitud como se celebren los ritos.

## Artesanía
La artesanía yaqui está relacionada con la celebración de sus fiestas tradicionales. Elaboran las piezas que componen la vestimenta y los accesorios de sus danzantes: cabeza de venado y máscaras; collares; rosarios de Chapayeca o Fariseo; cinturones y tenabaris; huajes o sonajas; tambores y rascadores; violines y arpas entre otros. También elaboran muebles hechos a base de madera y cuero, tales como: mesas y bancos, etc. Las mujeres confeccionan y bordan las prendas de su vestido tradicional (rebozos, blusas, faldas), así como muñecas representativas de su etnia.

## Salud
Los padecimientos de los Yaqui no difieren mucho del resto de los grupos indígenas de Sonora y existe entre ellos una fuerte práctica de la medicina tradicional. Los curanderos y curanderas mantienen mucho respeto entre la población y algunas de ellas, a través de un programa del Instituto Mexicano del Seguro Social, han recibido entrenamiento para funcionar como parteras, con la asistencia de los médicos del IMSS. Los yaqui son el grupo indígena con mayor cohesión social de Sonora y muy posiblemente de todo México.

## Galería

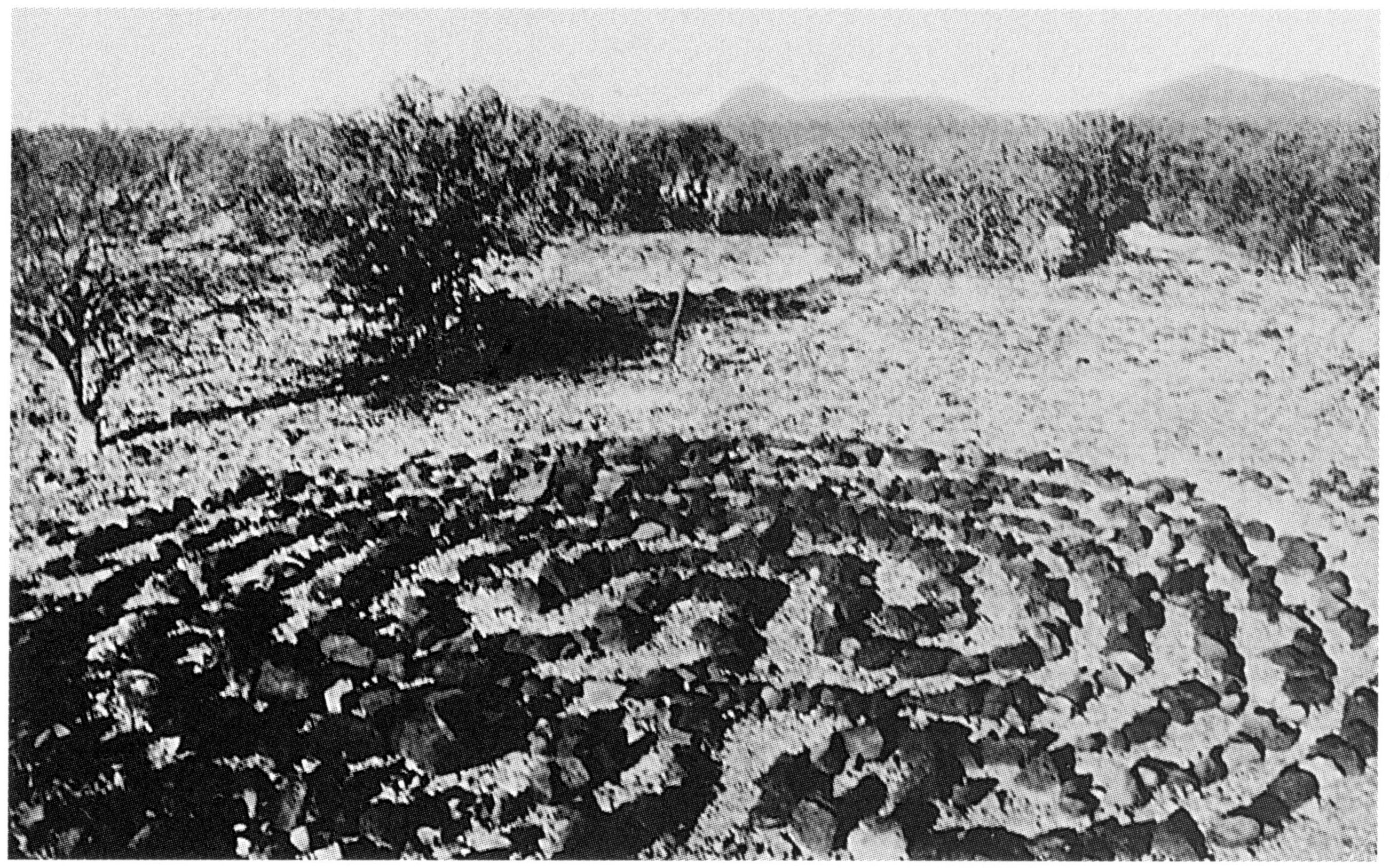
Laberinto de piedra yaqui para sembrar. Fue destruido
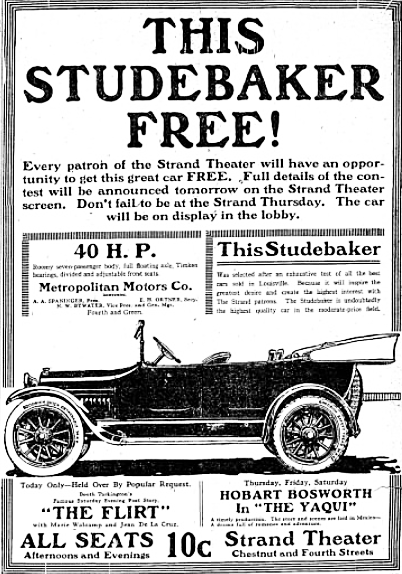
Diario de los yaquis de EE.UU.
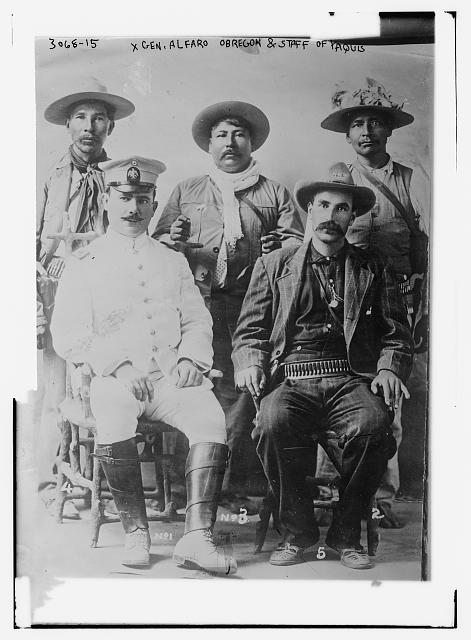
El presidente Obregón con las autoridades yaquis
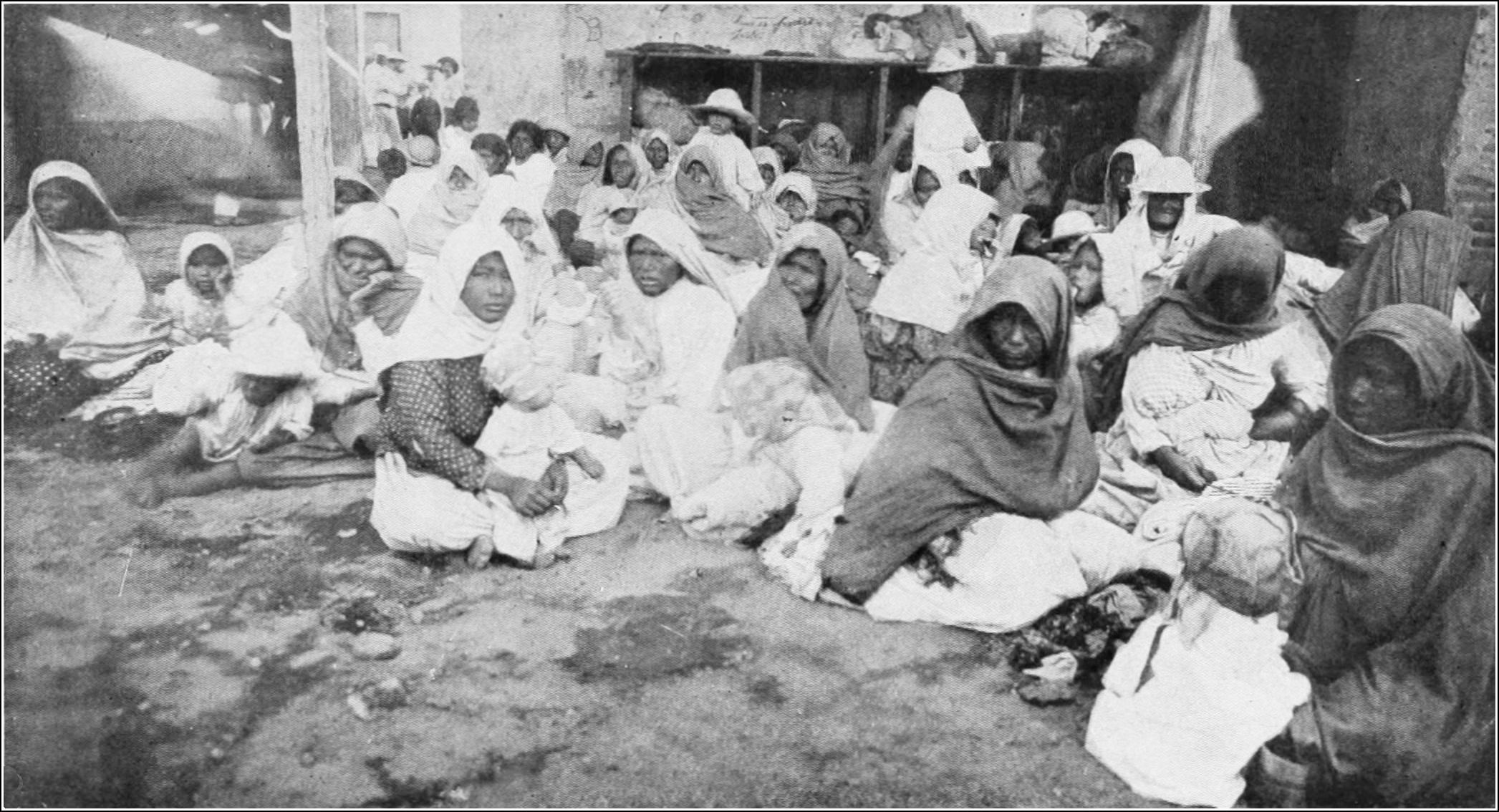
Mujeres yaquis durante el exilio en Yucatán
Bandera yaqui de Arizona
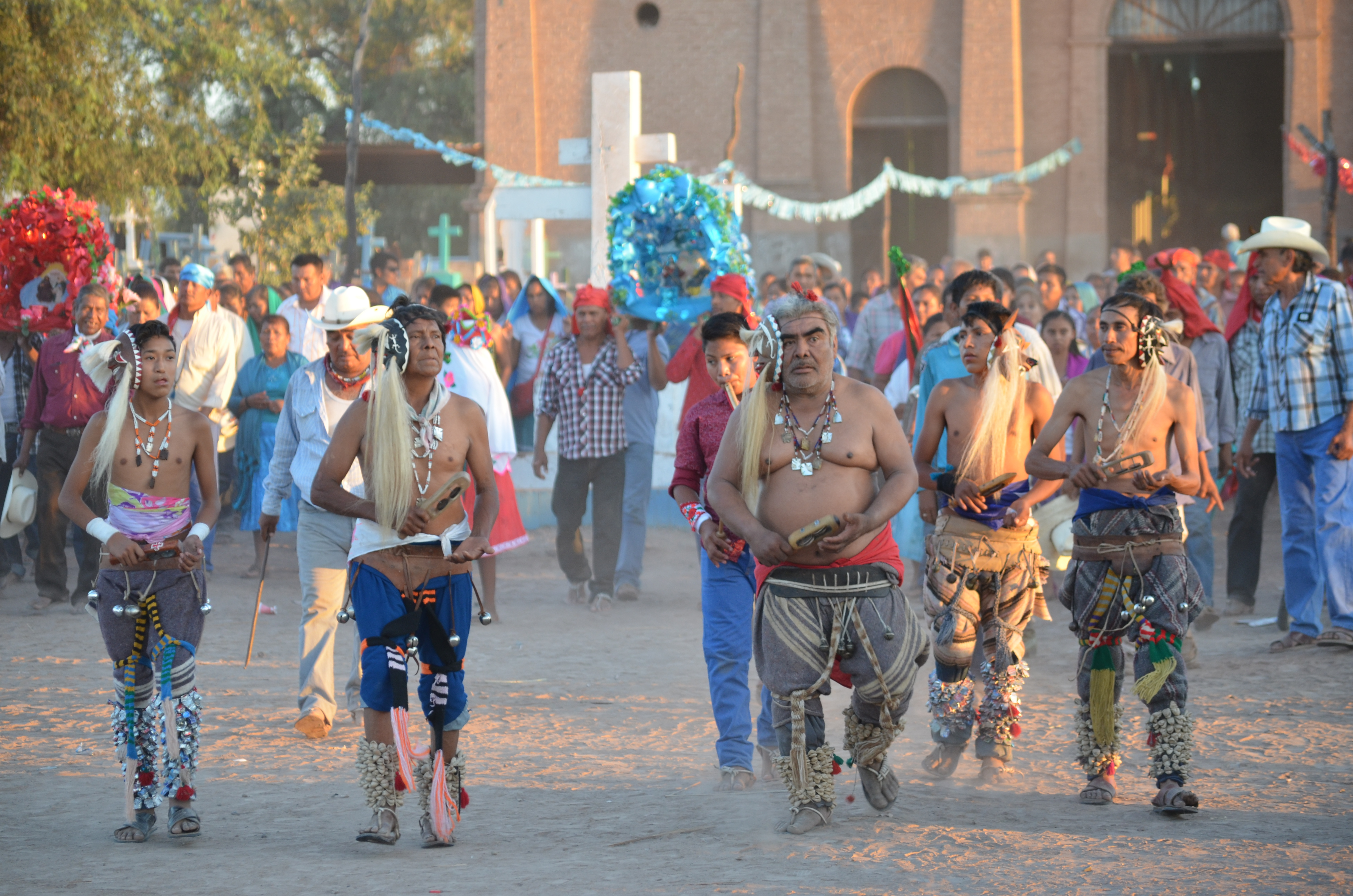
Pascolas Yaquis
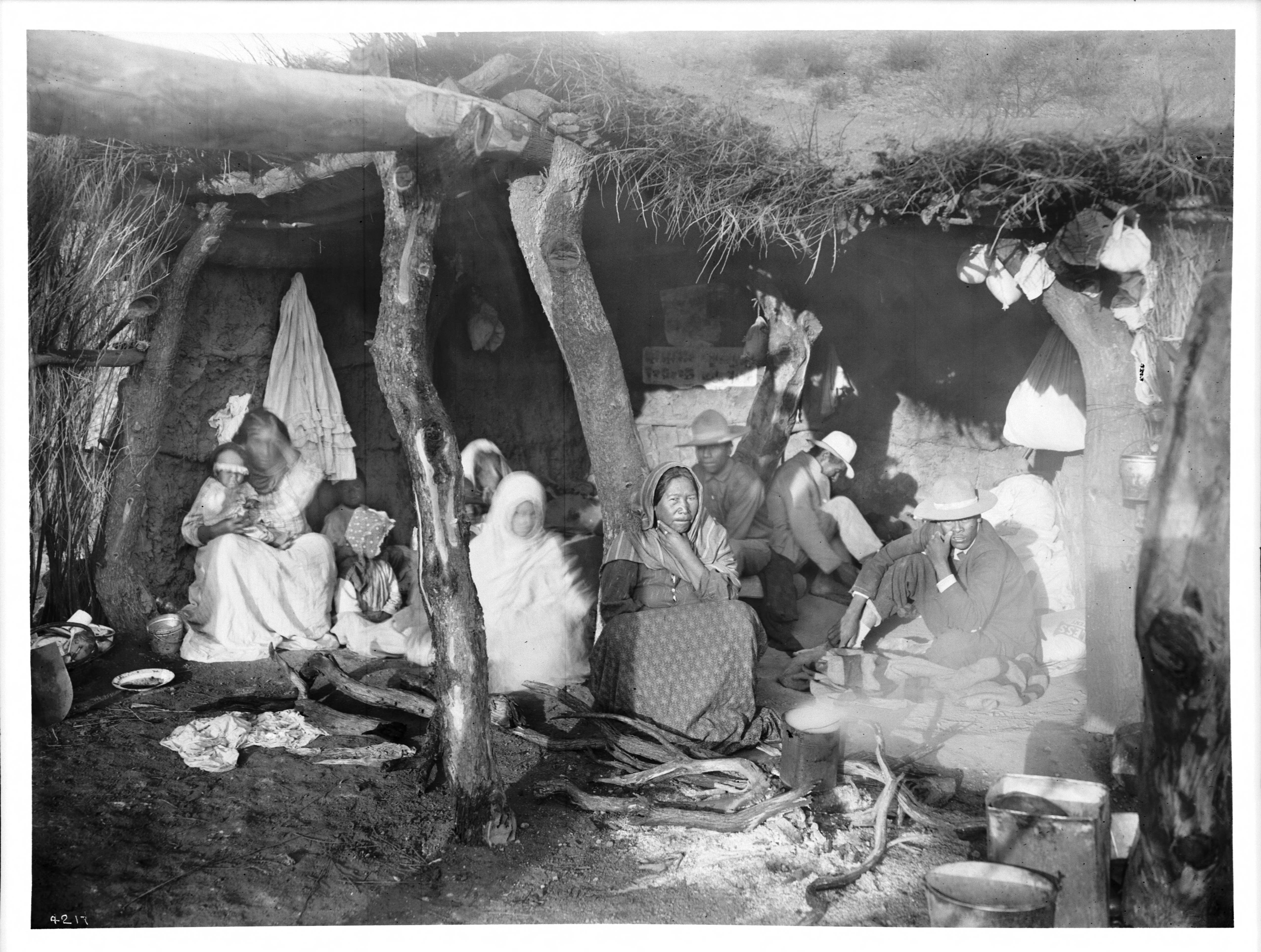
Familia yaqui en su huída a Arizona ca. 1910
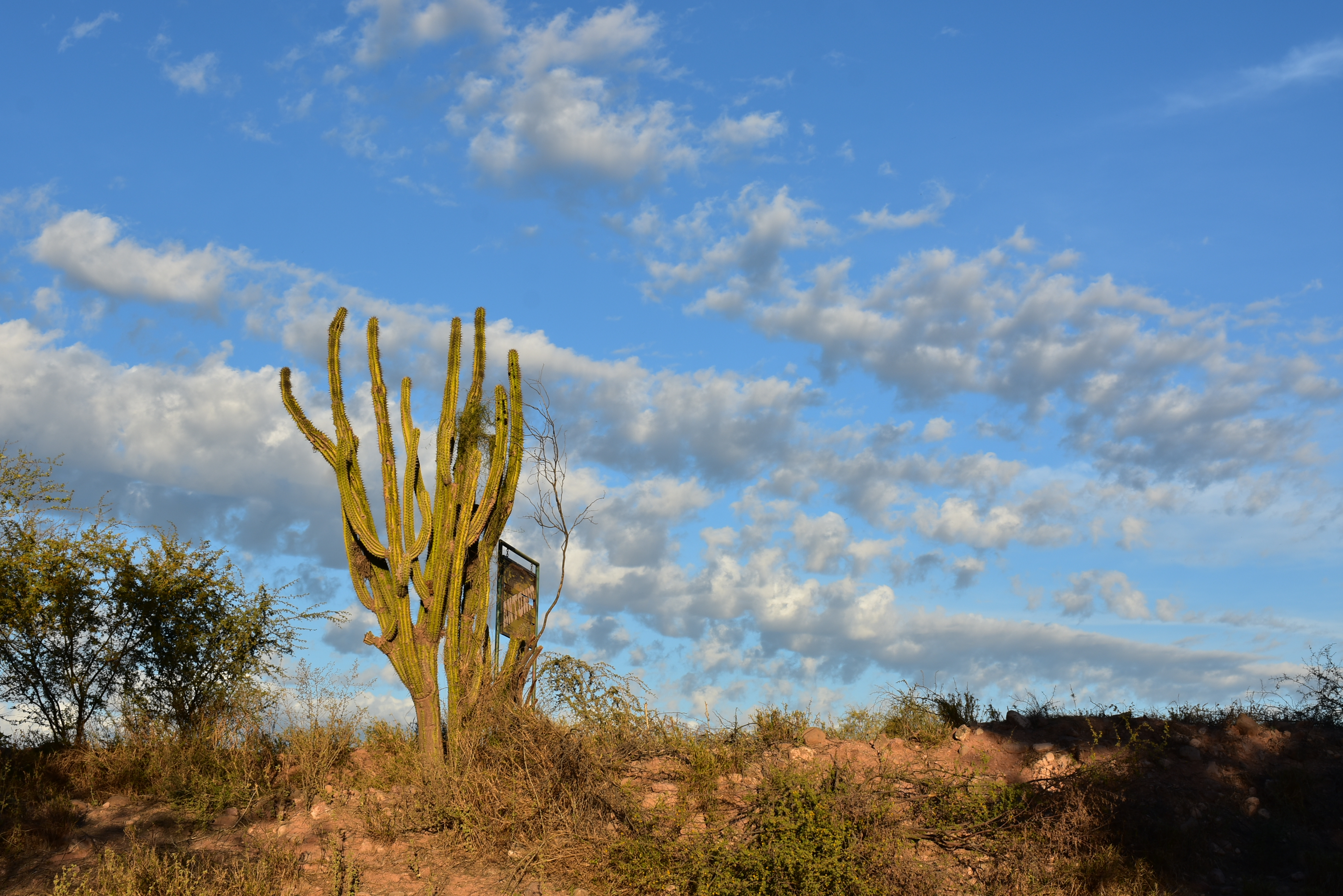
Cactus del valle del Yaqui, Sonora
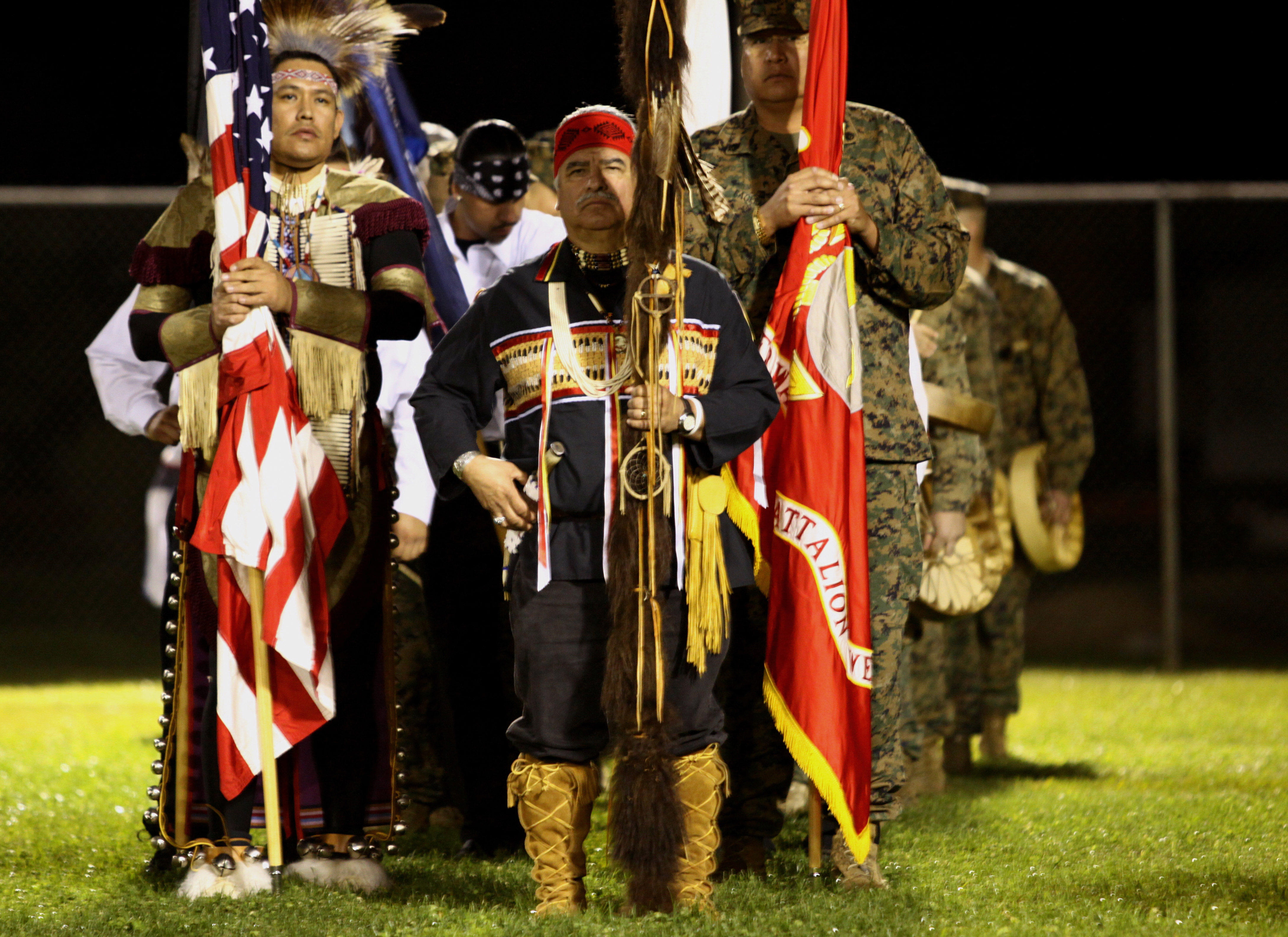
Veteranos yaquis de la guerra de Vietnam